# Hervormde kerk (Scherpenzeel)
De Hervormde kerk (in de volksmond de Grote Kerk) staat in de plaats Scherpenzeel in de provincie Gelderland. In het dorp, net ten zuiden van de kerk, heeft een grote veertiende-eeuwse burcht gestaan die het huis was van de adellijke familie Scherpenzeel. Deze burcht is diverse keren verbouwd en bestaan als het ‘Huis Scherpenzeel’ nog steeds. De familie Scherpenzeel speelde een belangrijke rol aan het hof van de hertogen van Hof van Gelre. Tussen de heren van Scherpenzeel en de Hervormde gemeente is heel lang een sterke band geweest.

## Geschiedenis

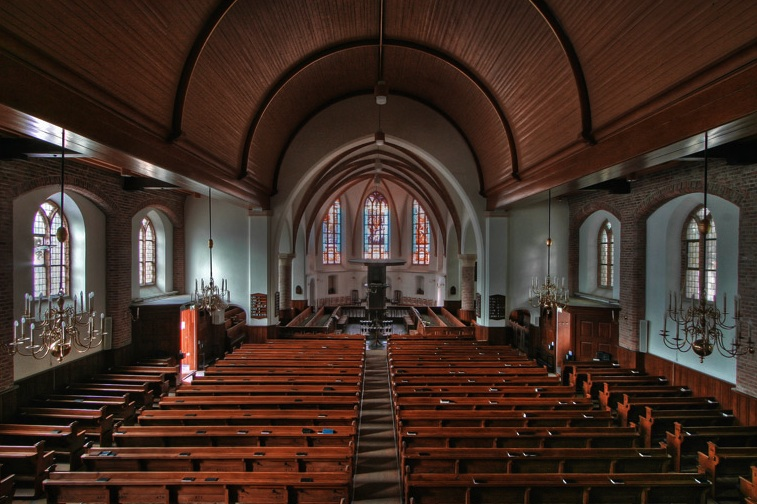
Het interieur.

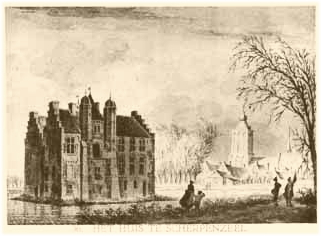
Huize Scherpenzeel met op de achtergrond de kerk (1731 AD)

### Ontstaan
Het is niet precies bekend in welk jaar de kerk exact gebouwd is. Wel staat er in een akte uit 1342 geschreven: "die eyn syde van der straten mytten kamppen, die daeran gelegen siin, daer die kerck op steet". De grond was in die tijd eigendom van de Heren van Scherpenzeel. Het is dan ook aannemelijk dat er al eerder een kerk stond. De kerk was sinds haar bouw rooms-katholiek en gewijd aan Sint Antonius. Antonius leefde in de derde eeuw en is de stichter van het monnikenwezen.

### Reformatie
De Reformatie begon toen Maarten Luther op 31 oktober 1517 zijn 95 stellingen tegen de deur van de kerk in Wittenberg sloeg. Hoewel de protestantse leer elders veel ingang kreeg, bleef het in Scherpenzeel gedurende de eerste decennia rustig. Pas in 1566 werd er gesproken over beeldenstormen in de naburige regio, maar dit is Scherpenzeel gespaard gebleven. De kerk in Scherpenzeel werd in 1597 protestants nadat pastoor Hendrick Jansz Mom zich had bekeerd tot het protestantisme.

### Tweede Wereldoorlog

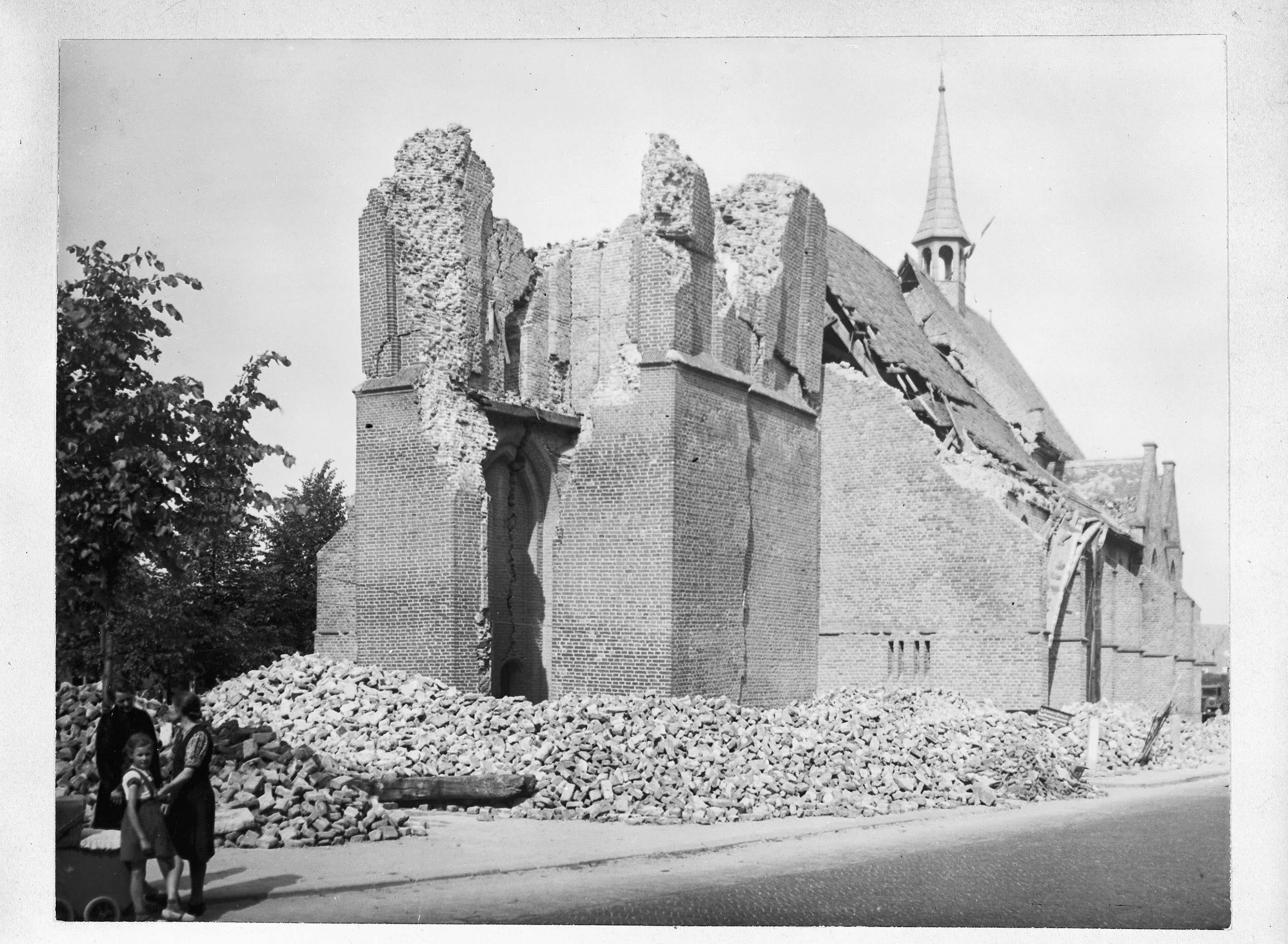
De opgeblazen kerktoren

Toen de Duitsers op 10 mei 1940 Nederland binnenvielen, werd er in Scherpenzeel zwaar gevochten, waarbij ook de kerk drie keer werd geraakt. De gemeente kon daardoor niet samenkomen in de kerk. De Gereformeerde Gemeente bood haar kerk aan voor de diensten. De bezetting had gevolgen voor zowel de kerk als de gemeente. De avonddiensten werden vanwege de verduistering verzet naar de middag en ook de torenklok mocht niet geluid worden.
Op zondag 22 april 1945 zetten Duitse soldaten het gebied rond de kerk af. Om 18.30 uur bliezen de Duitsers de kerktoren op, welke direct op de kerk viel. De kerk werd voor een groot gedeelte verwoest, waaronder ook het Friedrichsorgel, de klokken en het uurwerk. De zondag daarop kwam de gemeente samen in een bakkerij en gedurende de wederopbouw in de Eierhal. De wederopbouw van de kerk verliep als gevolg van de winterse omstandigheden en materiaalschaarste langzaam. Op 4 mei 1947 onthulde burgemeester Hoytema van Konijnenburg een gedenksteen met daarop de tekst:
Door 's vijands woest geweld verging mijn eerste wezen.

Doch 'k ben uit stuivend puin in ouden trant herrezen.

22 april 1945 / november 1947

Ook wenste de burgemeester (de toren is op grond van de Staatsregeling 1798 eigendom van de burgerlijke gemeente, niet van het kerkgenootschap) een tekst op de kerkklok:

'k Verging, 306 jaar oud, door Duits gespuis tot gruis. (22-04-1945)

'k Ben thans jong en krachtig weer en dien opnieuw Gods huis (.. juli 1947)

Echter keurde de Rijkscommissie van advies klokken en klokkenspellen de tekst af. Men kwam wel met een alternatieve tekst, maar deze werd afgekeurd door de burgemeester. De klok is dan ook kaal gebleven.

## Orgels
De kerk kent een historie van drie orgels.

### Friedrichs-orgel
Dit orgel, gebouwd door Johann Caspar Friedrichs, werd in 1822 geschonken door de Heer van Scherpenzeel. Hiervoor moest er een kleine galerij gemaakt worden. De toetsen waren van eikenhout en waren met ivoor opgelegd. De zwarte toetsen waren van massief ebbenhout. Op 4 juli 1822 werd in een speciale dienst het orgel voor het eerst gebruikt. Psalm 100 vers 4 kreeg de primeur.
Dispositie
| Hoofdwerk | : Prestant 8, Bourdon 16 (discant), Holpijp 8, Viola d'Gamba 8, Octaaf 4, Fluit gedekt 4, Quint 3, Octaaf 2, Cornet 4, Mixtuur 3-4-5, Trompet 8 (discant), Fagot 8 (bas). |
| Rugwerk   | : Prestant 4, Holpijp 8, Prestant 8 (discant), Nachthoorn 4, Octaaf 2, Tremulant                                                                                          |
| Pedaal    | : aangehangen |

### Koff-orgel

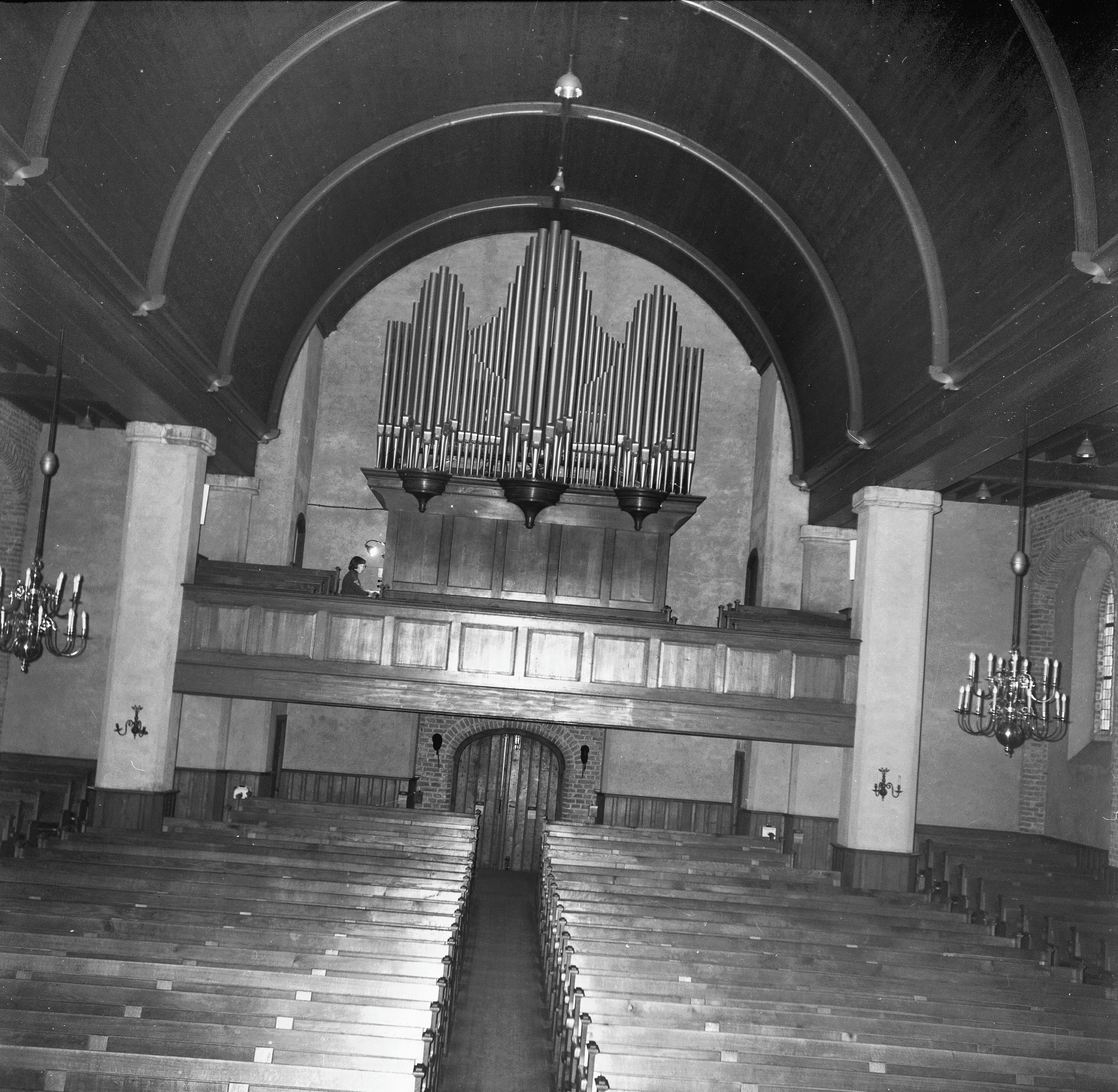
Het Koff-orgel uit 1948

Na de verwoesting van het Friedrichs-orgel werd er door Firma J. de Koff uit Utrecht begonnen met de bouw van een nieuw orgel. Dit werd opgeleverd op 28 maart 1949.
Dispositie
| Manuaal I:   | Prestant 8, Bourdon 16, Quintadeen 8, Roerfluit 8, Octaaf 24, Quint 2 2/3, Fluit 4, Octaaf 2, Mixtuur 3-5 st., Cornet 5 st., Trompet 8.     |
| Manuaal II:  | Prestant 4, Holpijp 8, Viola da Gamba 8, Voix Celeste 8, Vioolprestant 8, Roerfluit 4, Gemshoorn 2, Sexquialter 2 2/3 + 1 3/5, Kromhoorn 8. |
| Pedaal:      | Subbas 16, Gedektbas 16, Octaafbas 8, Koraalbas 4, Bazuin 16.                                                                               |
| Koppels:     | Manuaal I - II, Pedaal - MAN. I, Pedaal - MAN. II.                                                                                          |
| Tremulanten: | Manuaal I, Manuaal II. |

### Adema-orgel
Na 55 jaar gebruik te hebben gemaakt van het De Koff-orgel werd er in 2003 besloten om een nieuw orgel te laten bouwen door Adema’s Kerkorgelbouw te Hillegom. Op Eerste Paasdag 2008 werd het orgel in gebruik genomen. Bij de bouw werd een deel van het pijpwerk, de frontpijpen en een deel van de orgelkas van het oude De Koff-orgel benut.
Dispositie
| Groot Orgel:       | Bourdon 16, Prestant 8, Fluit Harmoniek 8, Salicionaal 8, Holpijp 8, Octaaf 4, Fluit douce 4. Quint 2 2/3, Octaaf 2, Mixtuur II-V, Cornet V (discant), Trompet 8. |
| Reciet expressief: | Vioolprestant 8, Viola di Gamba 8, Vox Coelestis 8, Bourdon 8, Kwintatoon 8, Prestant 4, Fluit harmoniek 4, Quintfluit Harmoniek 4, Piccolo Harmoniek 2, Tertsfluit Harmoniek 1 3/5, Basson 16, Trompet Harmoniek 8, Basson-Hobo 8, Vox Humana 8, Klaroen Harmoniek 4. |
| Pedaal:            | Contrabas 16, Subbas 16, Kwintbas 10 2/3, Openbas 8, Violoncel 8, Openfluit 4, Bazuin 16. |

## Bezienswaardigheden

### Lezenaar
De koperen lezenaar op de preekstoel is in 1647 vermoedelijk geschonken door de Heer van Scherpenzeel en zijn vrouw Anna Helena van Renesse van Elderen. Het wapen links is van de Heer van de Scherpenzeel, Van Westerholt en Baer. Het wapen rechts is van Van Renesse.
Op de hoek van de ouderlingenbank bevindt zich ook een koperen lezenaar. Deze is in 1712 geschonken door de eigenaar van Oudenhorst.

### Tiengebodenbord van 1714
Tegen de oostzijde van de noordbeuk hangt een tiengebodenbord uit 1714 dat gemaakt is door J. Leendersen. Boven de twee stenen staat Mozes tegen een blauwe achtergrond. Boven de tekst staat "Exod 20 V2" en "Deut 5 V6". Aan de onderkant staan onduidelijke Hebreeuwse letters.

### Kansel
In het koor van de kerk staat een klassieke preekstoel waarvan niet bekend is hoe oud deze is. Wel is bekend dat de bekleding in 1811 is gerestaureerd.